# アラブ首長国連邦の鉄道

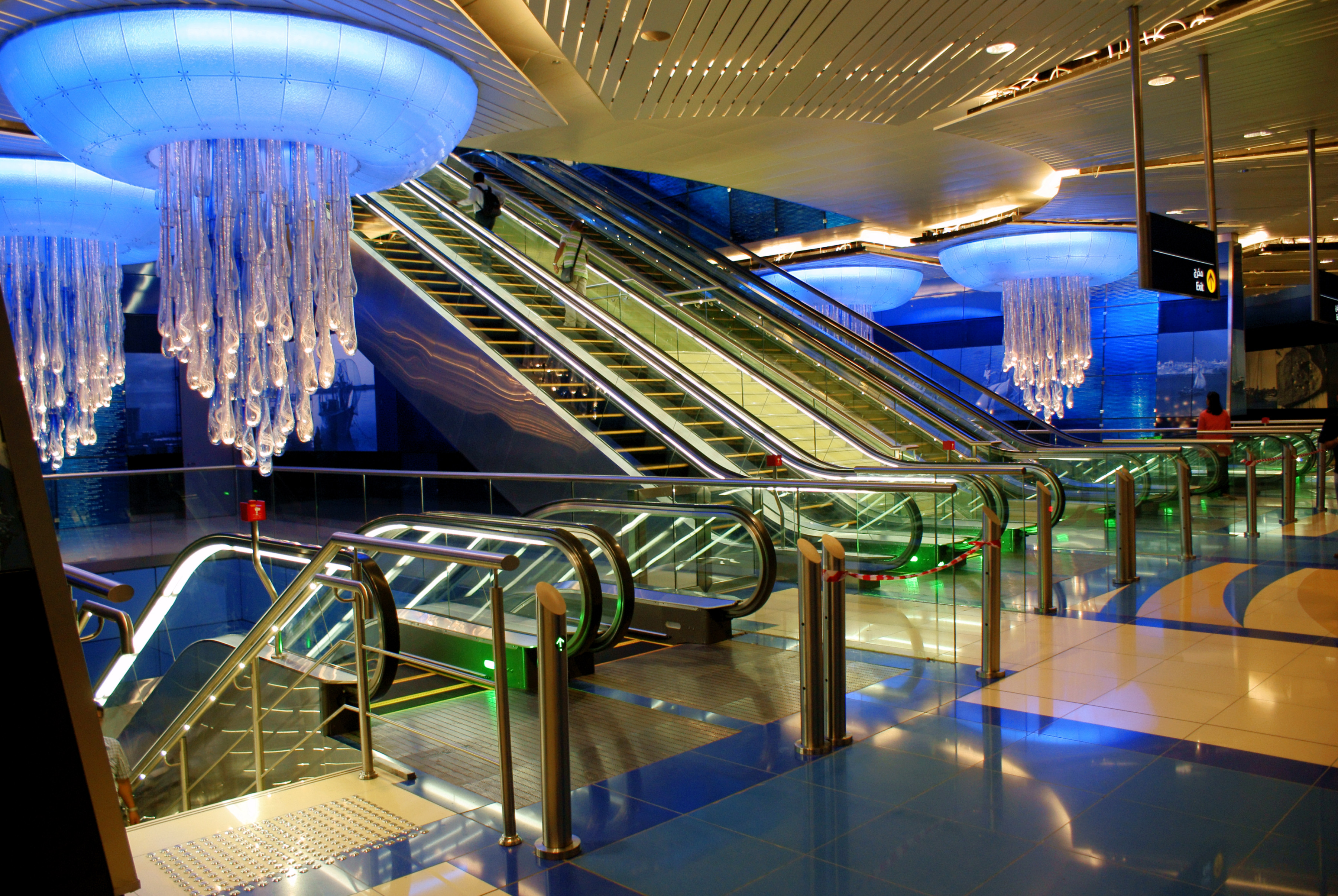
ドバイメトロ開業日のブルジュマーン駅（2009年9月10日）

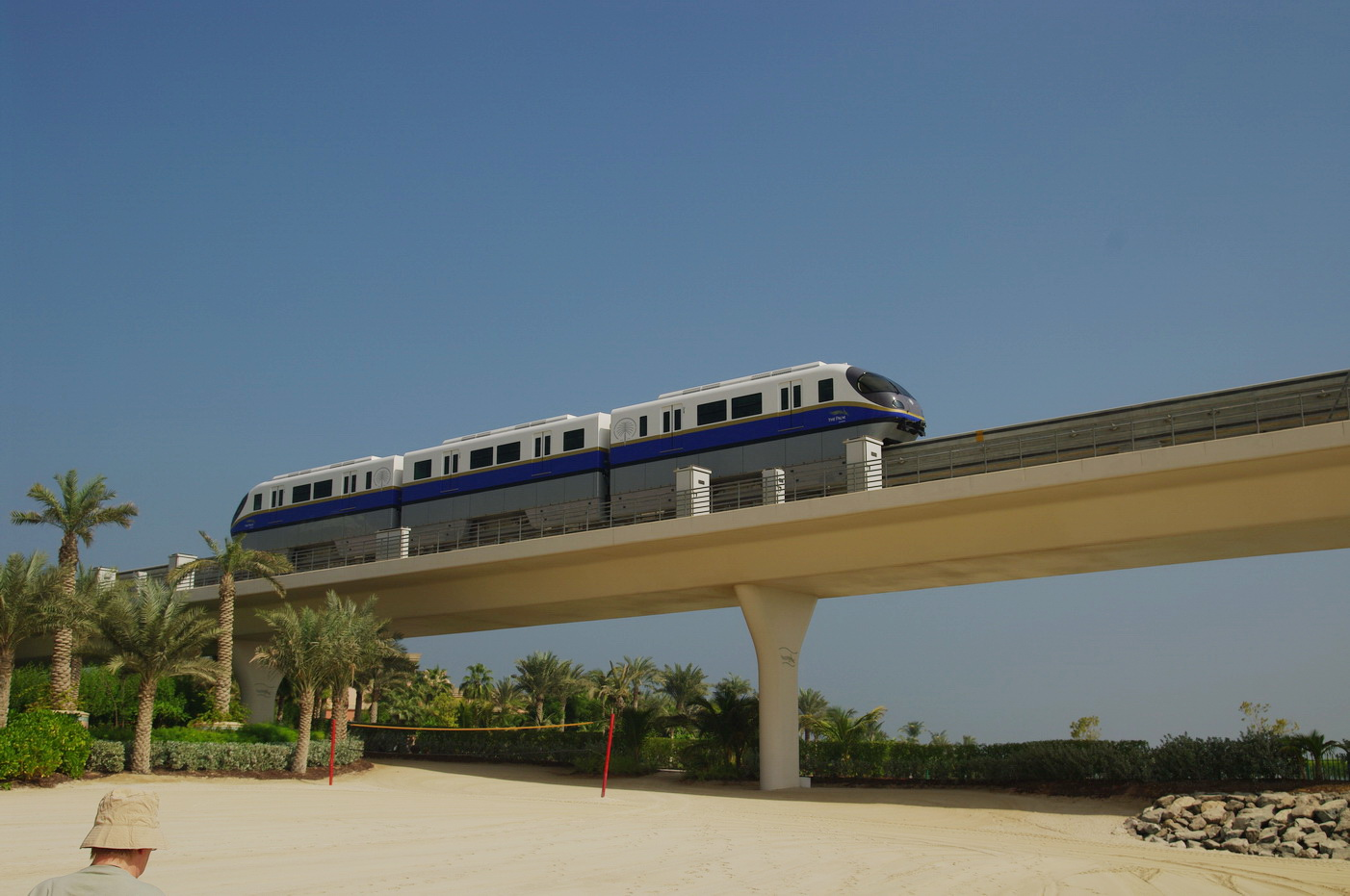
ドバイのジュメイラ・モノレール

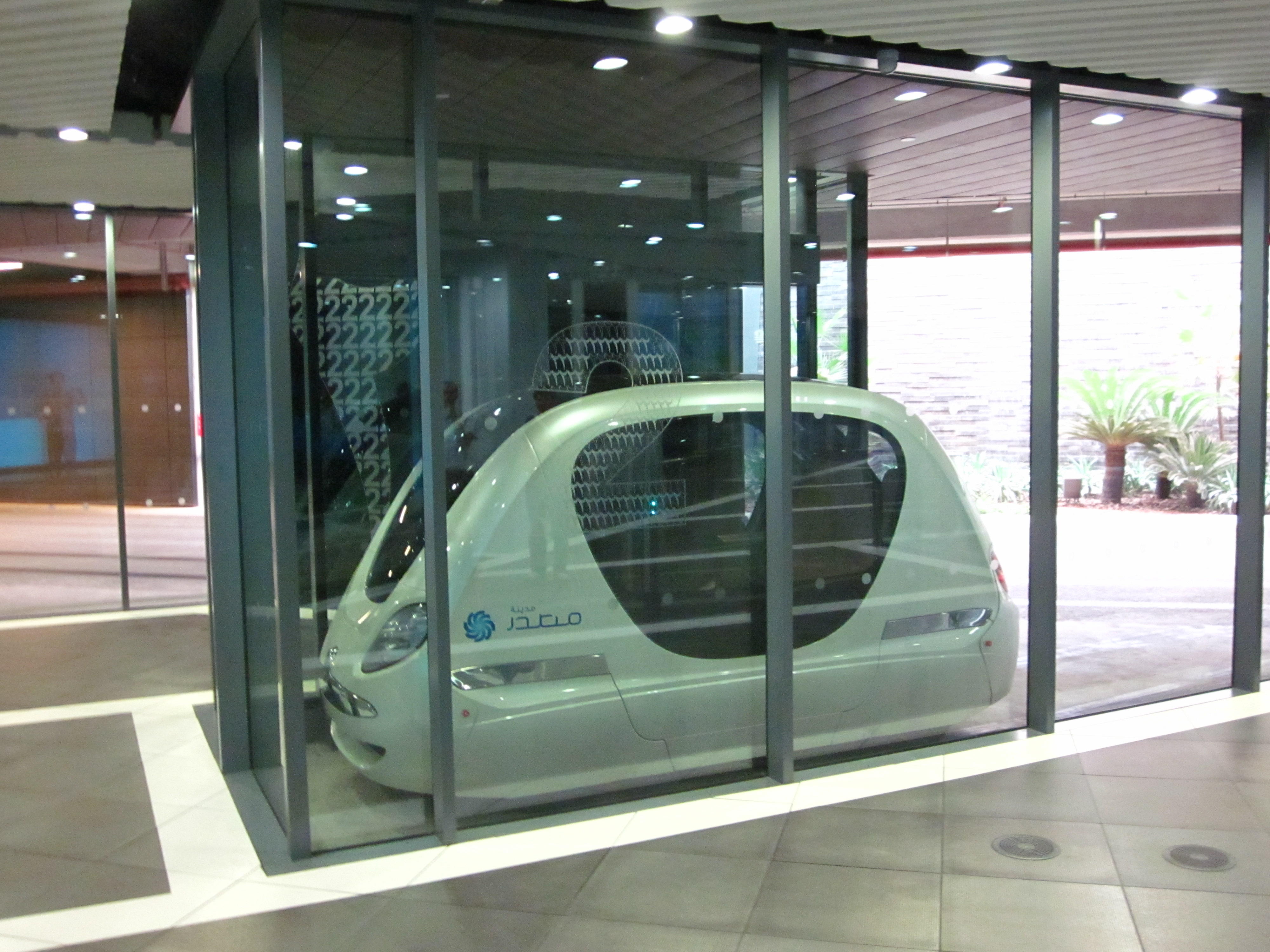
パーソナル・ラピッド・トランジット (PRT) 駅でのPodcar

アラブ首長国連邦は非常に限られた鉄道網を持っており、以下の鉄道を開発したか、もしくは開発中である。

## 都市部
- ドバイメトロ
- ドバイのジュメイラ・モノレール
- ドバイのアル・サフーハ・トラムウェイ

### 建設中・計画中
- 検討中のアブダビ・メトロ（英語版）
- 検討中のアブダビ・トラム

## 事業者
- エティハド・レール（英語版）

## 貨物輸送および都市間輸送
- エティハド鉄道（英語版）網 - アラブ首長国連邦の新しい鉄道システム。一部はすでに完成しており、貨物輸送限定で運行開始している。旅客輸送は直ぐにでも運行開始するであろうと思われる。他の路線はまだ建設中である。
- 新しい 1,200km の貨物および旅客路線は、うまくいけば2018年までに、西のサウジアラビア国境から東のオマーン国境へと、アラブ首長国連邦と連絡することになっている[1]。

## 隣接国との鉄道接続状況
- サウジアラビア - 接続なし
- オマーン - 接続なし